# Liophidium torquatum
Espèce
Synonymes
- Coronella torquata Boulenger, 1888
- Polyodontophis torquatus (Boulenger, 1888)

Statut de conservation UICN

 LC  : Préoccupation mineure
Liophidium torquatum est une espèce de serpents de la famille des Lamprophiidae.

## Répartition
Cette espèce est endémique de Madagascar (îles de Nosy Be et de Nosy Tanikely comprises).

## Publication originale
- Boulenger, 1888 : Descriptions of new Reptiles and Batrachians from Madagascar. Annals and Magazine of Natural History, ser. 6, vol. 1, n. 6, p. 101-107 (texte intégral).